# FMA IA 50 Guaraní II
O IA 50 Guaraní II é uma aeronave multipropósito, bimotora, turboélice, desenvolvida e fabricada na Argentina pela FMA, atual FAdeA, no início dos anos 1960. 

## Desenvolvimento

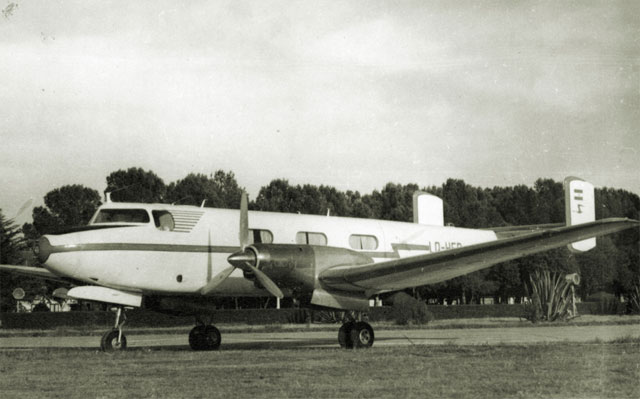
FMA Guaraní I

No início dos anos 1960, o conglomerado de aviação estatal argentino, DINFIA, percebeu que sua aeronave IA 35 Huanquero, com motor à pistão duplo estava ficando desatualizada, decidindo então desenvolver um derivado com motor turboélice. Embora com desenho semelhante ao Huanquero, com ambas as aeronaves sendo monoplano bimotor de asa baixa, de construção metálica e com cauda dupla, a nova aeronave, o Guaraní, compartilhava apenas 20% de sua estrutura. Era movido por dois motores Turbomeca Bastan III, cada um classificado com 850 shp (630 kW). 
Ele voou pela primeira vez em 6 de fevereiro de 1962. 
A aeronave foi posteriormente desenvolvida como "Guarani II".  A principal diferença é o único estabilizador vertical e uma fuselagem traseira encurtada. Ele também usou os motores Bastan VIA, mais potentes. A fuselagem era semi-monocoque de seção transversal quadrada, possuindo asas não inclinadas e empenagem varrida. O protótipo do Guarani foi reconstruído para este padrão e voou desta forma em 26 de abril de 1963.

## Histórico operacional

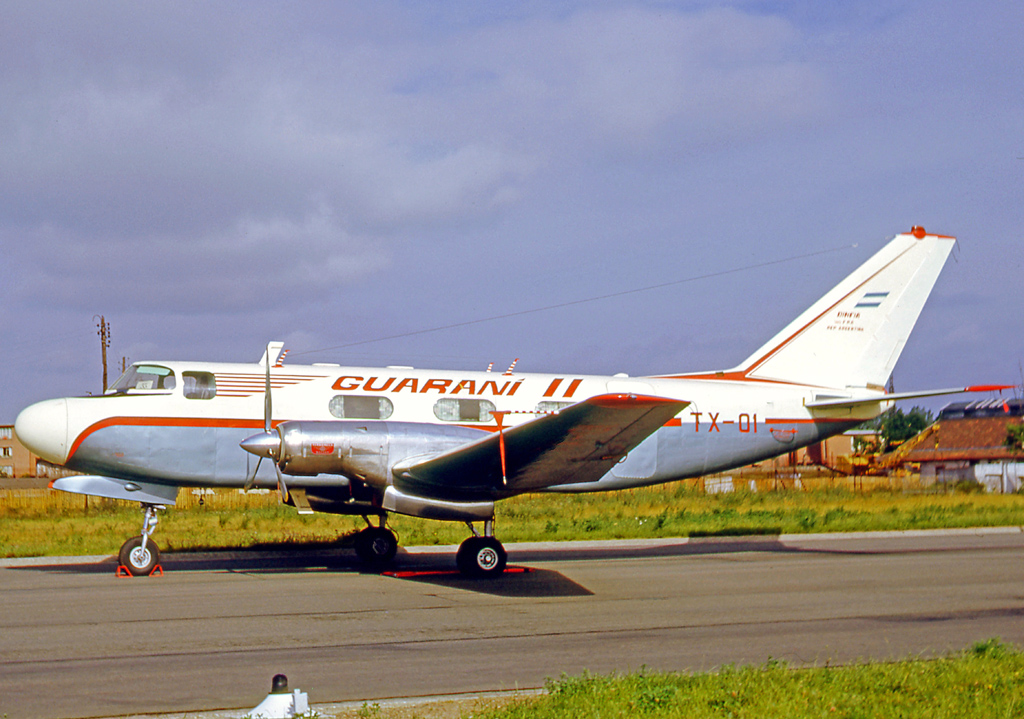
O protótipo do Guarani II em exposição no Paris Air Salon de 1965

Em junho de 1965, o protótipo Guarani II (número de série TX-01) foi exibido e voou no Paris Air Show, no Aeroporto Le Bourget. O TX-01 foi posteriormente transportado para o CEV (“Centre d'Essays en Vol”, Centro de Teste Aéreo) em Istres, França, para avaliação técnica, onde foi testado por um total de 200 horas de vôo. Ele voou de volta para a FMA, Argentina, em fevereiro de 1966, sendo a primeira aeronave construída na América Latina a cruzar o Oceano Atlântico .
O protótipo aposentou-se em 2006, na II Brigada Aérea (IInd Brigada Aérea), na província de Paraná, e está preservado no Museu Nacional de Aeronáutica ( "Museo Nacional de Aeronáutica") da Força Aérea Argentina (Fuerza Aérea Argentina ), em Buenos Aires.

## Operadores
Argentina
- Força Aérea Argentina
- Marinha argentina

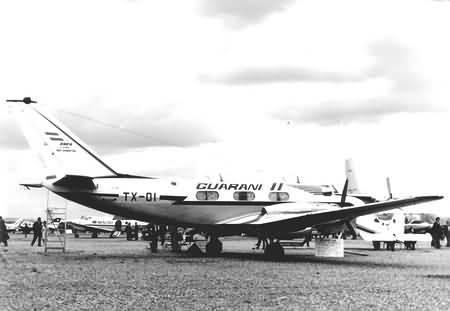
IA 50 Guarani II no Paris Air Show 1966

- Polícia Federal Argentina - Uma operada em 1970–1981. [5]
- Servicio Penitenciario Federal
- Líneas Aéreas Provinciales de Entre Ríos
- Governo de Córdoba
- Governo de Salta
- Ministério do Bem-Estar Nacional

## Aeronave sobrevivente

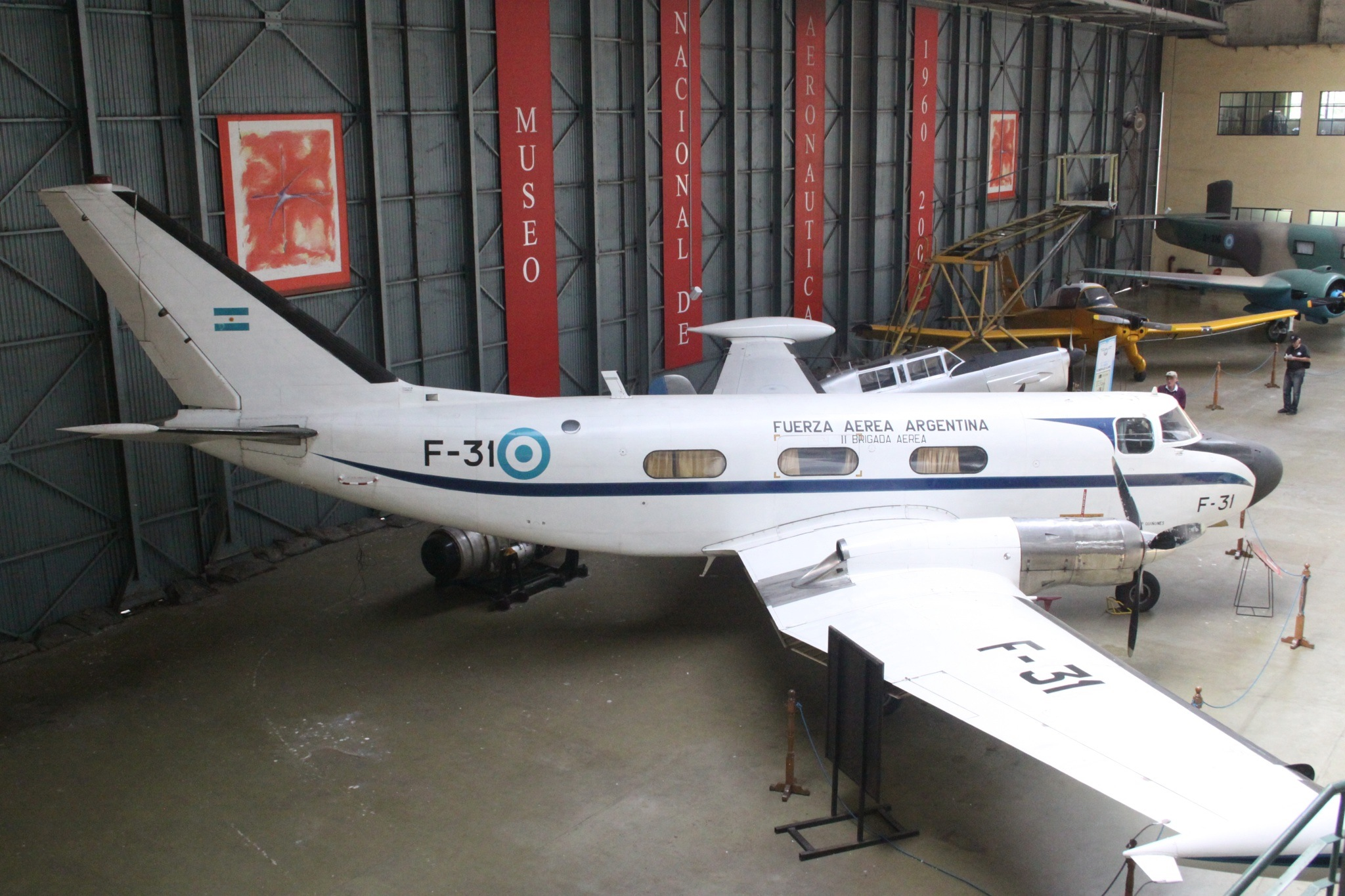
Aeronave preservada no Museu Nacional de Aeronáutica

- O ultimo G-II operacional, retirado em 2006, encontra-se no Museo Nacional de Aeronáutica de Argentina.

## Especificações (IA 50)
- Tripulação: 2
- Capacidade: 15 passageiros
- Comprimento: 14.86 m (48 ft 9 in)
- Envergadura: 19.53 m (64 ft 1 in)
- Altura: 5.81 m (19 ft 1 in)
- Peso vazio: 3,924 kg (8,651 lb)
- Peso máximo de decolagem: 7,120 kg (15,697 lb)
- Motorização: 2 × Turbomeca Bastan VI-A turboprops, 690 kW (930 shp) cada

Performance
- Velocidade máxima: 500 km/h (310 mph, 270 kn)
- Velocidade de cruzeiro: 450 km/h (280 mph, 240 kn)
- Alcance: 1,995 km (1,240 mi, 1,077 nmi)
- Teto operacional: 12,500 m (41,000 ft